# Cenotafio (Londres)
El Cenotafio es un monumento a los caídos ubicado en Whitehall, Londres, Inglaterra, Reino Unido. Su origen está en una estructura temporal erigida para un desfile de paz después del final de la Primera Guerra Mundial, y después de una manifestación espontánea de patriotismo fue reemplazado en 1920 por una estructura permanente y designado como memorial perpetuo.
Diseñado por Edwin Lutyens, la estructura permanente fue construida a partir de piedra de Portland entre 1919 y 1920 por Holland, Hannen & Cubitts, reemplazando el cenotafio de madera y yeso anterior de Lutyens en el mismo lugar. Un Servicio anual de conmemoración se lleva a cabo en el sitio en el Día del Recuerdo, el domingo más cercano al 11 de noviembre (Día del Armisticio) de cada año. El diseño del cenotafio de Lutyens se ha reproducido en otras partes del Reino Unido y en otras naciones que pertenecieron al Imperio Británico, como Australia, Canadá, Nueva Zelanda, Bermudas y Hong Kong. Está flanqueado por varias banderas británicas representando a la Marina Real, el Ejército Británico, la Real Fuerza Aérea y la Marina mercante.
Las palabras "The glorious dead" (Los muertos gloriosos) están inscritas dos veces, una debajo de las coronas de laurel talladas en cada extremo. Diseñado para conmemorar a los militares muertos del Imperio Británico de la Primera Guerra Mundial, el cenotafio se extendió para incluir a aquellos que murieron en la Segunda Guerra Mundial. Por ello, el cenotafio fue reinaugurado el 10 de noviembre de 1946. El monumento ahora también se usa para recordar a los muertos de las guerras posteriores en las que combatientes y militares británicos han luchado. El Cenotafio fue designado edificio de grado I el 5 de febrero de 1970.